# Borgarståndets ledamöter vid riksdagen 1723
Vid riksdagen 1723 ingick följande ledamöter i borgarståndet. Städerna i borgarståndet var numrerade efter den rangordning som antogs 1710 och tillämpades även vid 1723 års riksdag. 

### 1.Stockholm
- Jakob Bunge, justitieborgmästare (talman)
- Carl Aspegren, handelsman
- Abraham Grill den äldre, handelsman
- Wilhelm Helleday, rådman
- Martin Jäger, ålderman
- Johan Lampa, ålderman
- Johan Leijel, rådman
- Johan Salan, rådman
- Johan Selcker, ålderman
- Johan Spalding, handelsman
- Elias Torpadius, stadsnotarie

### 2.Uppsala
- Mårten Udbom, politieborgmästare (även för Östhammar)
- Thomas Upstedt, kämnär (även för Östhammar)

### 3.Norrköping[2]
- Jacob Ekbohm, borgmästare (från 31/1 1723)
- Hans Lindstedt, rådman (från 31/1 1723)

### 4.Göteborg
- Erik Tillander, justitieborgmästare

### 5.Malmö
- Jacob Montell, justitieborgmästare[3] (från 5/2 1723) (även för Skanör)

### 6.Landskrona
Se Ystad

### 7.Kalmar
- Oluf Gallatz, politieborgmästare

### 8.Åbo[4]
- Samuel Kiöhl, rådman (från 28/1 1723)
- Carl Merthen, handelsman (från 28/1 1723)

### 9. (Vakant)[5]
Tidigare plats för Viborg

### 10.Karlskrona
- Andreas Ebeltofft, politieborgmästare
- Jerman Witte, handelsman (även för Sölvesborg)

### 11.Nyköping[6]
- Jonas Malmberg, justitieborgmästare (från 21/1 1723)
- Anders Björck, handelsman (från 21/1 1723)

### 12.Västervik
- David Lesle, borgmästare

### 13.Gävle
- Johan Palmborg, justitieborgmästare
- Jurgen Folcker, handelsman[7] (från 26/3 1723)

### 14.Visby
- Hans Lothigius, borgmästare (från senast 12/3 1723)[8]

### 15.Falun
- Johan Holenius, justitieborgmästare

### 16.Halmstad
- Jonas Lindberg, rådman

### 17.Kristianstad
- Baltzar Weduwar, handelsman (även för Ängelholm och Simrishamn)

### 18.Helsingborg
- Henrik Sylvius, borgmästare

### 19.Karlshamn
- Hack Hindrichson, handelsman[9]

### 20.Ängelholm
Se Kristianstad

### 21.Ystad
- Jöns Stobæus, borgmästare[11] (även för Lund)

### 22.Marstrand
- Christofer Billmark, borgmästare

### 23.Varberg
- Jöns Bärling, rådman

### 24.Helsingfors
- Abraham Wetter, borgmästare (även för Tavastehus)

### 25.Västerås
- Jakob Jernstedt, borgmästare
- Abraham von Werdt, rådman (från 8/6 1723)[12]

### 26.Arboga
- Johan Loo, stadssekreterare

### 27.Örebro
- Jonas Hoffman, stadssekreterare

### 28.Jönköping
- Sven Aurén, borgmästare

### 29.Linköping
Se Vadstena (från 29/1 1723)

### 30.Köping
- Anders Risell, borgmästare

### 31.Strängnäs
- Anders Tholander, borgmästare

### 32.Skara
(Ingen riksdagsman)

### 33.Växjö
- Nils Ekelin, rådman

### 34.Lund
Se Ystad

### 35.Söderköping
- Anders Wisell, rådman

### 36.Hudiksvall
Se Sundsvall

### 37.Mariestad
- Olof Svensson Brun, rådman (2/3–3/9 1723)[15]

### 38.Karlstad
- Leonard Jakob Ringer, borgmästare (även för Kristinehamn)

### 39.Härnösand
Se Sundsvall

### 40.Uleåborg
- Isak Isaksson, handelsman

### 41.Torshälla
Se Mariefred (från 26/1 1723)

### 42.Eskilstuna
Se Mariefred (från 26/1 1723)

### 43.Borås
- Magnus Melander, borgmästare[18] (död under riksdagen)[19]
  - Carl Ulf, borgmästare (från 18/6 1723)[20]

### 44.Vänersborg[21]
- Daniel Lenberg, borgmästare
- Michael Wallman, rådman (till 20/9 1723)[22]

### 45.Enköping
- Lars Hofstedt, borgmästare

### 46.Sala
- Oluf Ekeroth, stadskassör

### 47.Sigtuna
- Mårten Bergstedt, borgmästare

### 48.Vadstena
- Johan Kinberg, borgmästare (även för Linköping)

### 49.Skänninge
Se Vimmerby

### 50.Vasa
- Johan Gabrielsson, rådman

### 51.Lidköping
Se Skövde

### 52.Öregrund
- Johan Hilleström, skeppare

### 53.Södertälje
- Jöns Ersson Sundberg, handelsman[23]

### 54.Norrtälje
- Erik Grisell, borgmästare

### 55.Hedemora
- Sven Grandel, borgmästare (från 22/1 1723)[24]

### 56.Lindesberg
Se Nora

### 57.Nora
- Ulf Kyllenius, borgmästare (även för Lindesberg och Askersund)

### 58.Eksjö
- Magnus Hök, borgmästare

### 59.Uddevalla
- Lars Silentz, borgmästare

### 60.Askersund
Se Nora

### 61.Bogesund
- Anders Lundin, borgmästare

### 62.Hjo
- Jon Larsson Berg, handelsman[25]

### 63.Skövde
- Peter Billinggren, borgmästare (även för Lidköping)

### 64.Björneborg
- Peter Stålfot, borgmästare (från 13/2 1723)[26]

### 65.Raumo
- Gustaf Sidberg, borgmästare (från 13/2 1723)[27]

### 66.Torneå
- Seger Svanberg, borgmästare (även för Piteå)

### 67.Kristinehamn
Se Karlstad

### 68.Sundsvall
- Jacob Polack, handelsman (även för Hudiksvall och Härnösand)

### 69.Söderhamn
- Israel Arnell, borgmästare

### 70.Borgå
- Marquard Langhard, handelsman[28] (även för Ekenäs)

### 71.Nykarleby
Se Gamlakarleby

### 72.Gamlakarleby
- Johan Westring, borgmästare (även för Nykarleby)

### 73.Umeå
- Gabriel Thauvonius, borgmästare (även för Luleå)

### 74.Piteå
Se Torneå

### 75.Luleå
Se Umeå

### 76.Mariefred
- Jonas Glansberg[29], borgmästare  (även för Torshälla och Eskilstuna)

### 77.Nystad
- Wilhelm Rancken, borgmästare (från 30/1 1723)[30]

### 78.Ekenäs
Se Borgå

### 79.Filipstad
(Ingen riksdagsman)

### 80.Falköping
(Ingen riksdagsman)

### 81.Alingsås
(Ingen riksdagsman)

### 82.Vimmerby
- Petrus Hjertstedt, borgmästare (även för Skänninge)

### 83.Kungälv
Se Strömstad

### 84.Sölvesborg
- Jerman Witte, handelsman (se Karlskrona)[33]

### 85.Laholm
- Johan Hermansson Schultz, rådman[34]

### 86.Trosa
- Gustaf Stålbom, borgmästare

### 87.Östhammar
Se Uppsala

### 88.Säter
- Abraham Groot, borgmästare (från 29/1 1723)[35]

### 89.Åmål
- Mattias Holm, handelsman

### 90.Kristinestad
Se Jakobstad (från 2/3 1723)

### 91.Nådendal
- Daniel Henrik Vallius, rådman (från 11/2 1723)[37]

### 92.Trelleborg
(Ingen riksdagsman)

### 93.Skanör
Se Malmö

### 94.Jakobstad
- Elias Hamnius, borgmästare (även för Kristinestad och Brahestad)

### 95.Veckelax[39]
- Fredrik Wittstock, borgmästare (från 27/4 1723)
- Jobst Dobbin, handelsman (från 27/4 1723)

### 96.Villmanstrand
(Ingen riksdagsman)

### 97.Falkenberg
Se Laholm (från 23/1 1723)

### 98.Kungsbacka
- Hans Koch, handelsman

### 99.Simrishamn
Se Kristianstad

### 100.Tavastehus
Se Helsingfors (från 28/1 1723)

### 101.Nyslott
(Ingen riksdagsman)

### 102.Brahestad
Se Jakobstad

### 103.Strömstad
- Anders Ahlqvist, postmästare (även för Kungälv)

### 104.Gränna
- Sven Larsson Öman, handelsman

### 105.Kajana
(Ingen riksdagsman)
Falsterbo och Vaxholm hade vid denna tid stadsprivilegier, men omnämns inte i protokollet från 1723 års riksdag och nämns inte heller i den rangordning för städerna som tillämpades.